# 嬉野流
- 将棋 > 将棋の戦法 > 奇襲戦法 > 嬉野流
- 将棋 > 将棋の戦法 > 居飛車 > 嬉野流

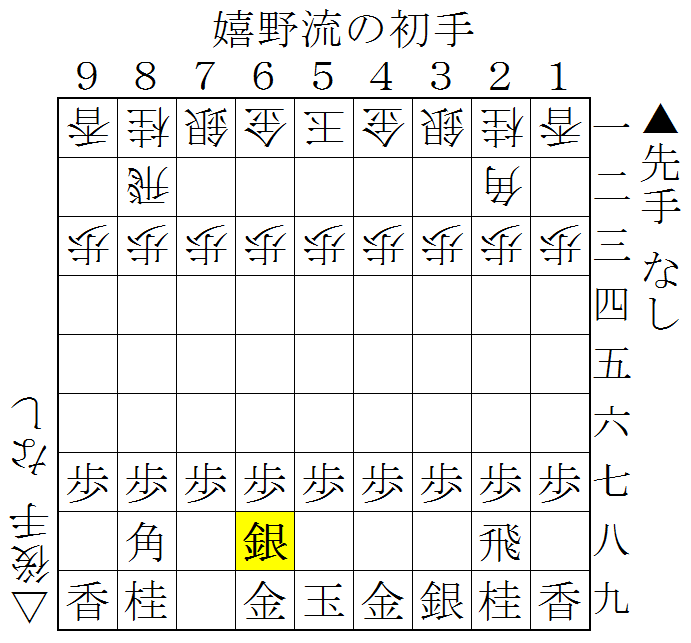

嬉野流（うれしのりゅう）は将棋の戦法の一つ。アマチュアの嬉野宏明が開発し、2015年に元奨励会三段の天野貴元が独自の研究を加えて棋書にしたことで将棋ファンの間で広く知られるようになった。プロ棋士にも採用され、2023年の第50回将棋大賞において嬉野が升田幸三賞を受賞した。
初手６八銀という意表の出だしから玉を囲わずに速攻を仕掛けていく作戦であり、奇襲戦法に分類されることが多い。しかし、天野は「戦法自体の優秀性でいえば、奇襲のワクを超えていると思います」と述べ、藤井聡太も「指しこなすには力がいる」としつつ「一本筋が通った戦法」と評している。実際に、相手が居飛車、振り飛車の双方の場合に対して対策が研究されており、2022年からは井上慶太などのプロ棋士にも複数回採用されている。

## 概要
初手▲６八銀と三手目▲７九角が嬉野流の代名詞で、普通は守りに使うことの多い左銀を繰り出して斜め棒銀に行くのがその狙い。
相手が居飛車なら、▲６八銀 △３四歩 ▲７九角 △８四歩 ▲７八金 △８五歩 ▲４八銀と進み、△８六歩 ▲同歩 △同飛で飛車先の歩を交換された際に、▲８八歩といわゆる「土下座の歩」を打つのが棋書通りの指し方。これには相手が棒銀で攻めて来た時に、当たりを緩和している意味がある。

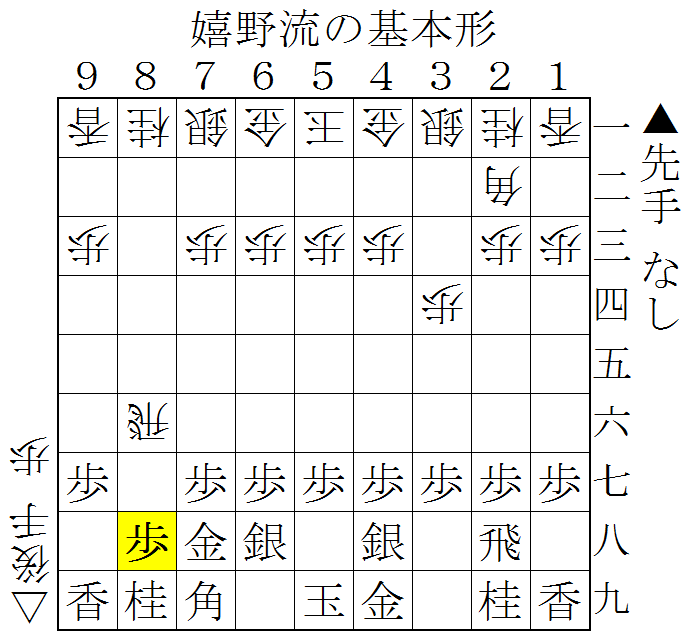

基本形からの理想的な展開を見ていくと、△８二飛 ▲２六歩 △３二銀 ▲２五歩 △３三銀 ▲５六歩 △３二金 ▲５七銀左 △６二銀 ▲４六銀と、先ずはどんどん左銀を繰り出して攻めていく。
玉を固く囲うことは難しいので、相手の陣形が整わないうちに積極的に仕掛けていく必要がある。居玉のままで戦うことも多いが、４八の銀がどいた時に玉の小鬢が開いているのが傷になりやすく、折を見て６九に寄っておくとそれだけでだいぶ耐久力が増す。
△１四歩 ▲３六歩 △５二金 ▲３五歩 △同歩 ▲同銀 △３四歩 ▲２四歩 △同歩 ▲同銀 △同銀 ▲同角という展開になれば、後手はどう応じても味が悪く先手優勢。

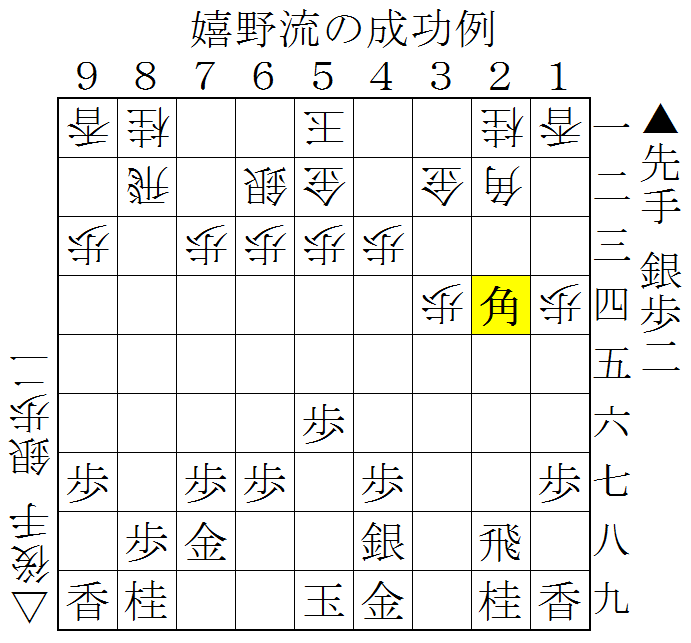

狙いがわかりやすく、破壊力もあるのがこの戦法の特徴であるが、ナナメ棒銀で攻めた一例が下図で、次の▲3三歩が厳しく成功である。
| △ 角銀歩二\| 9 \| 8 \| 7 \| 6 \| 5 \| 4 \| 3 \| 2 \| 1 \| \| \| 香 \| 桂 \| \| \| 王 \| \| \| 桂 \| 香 \| 一 \| \| \| 飛 \| \| 銀 \| 金 \| \| 金 \| \| \| 二 \| \| 歩 \| \| 歩 \| 歩 \| \| 歩 \| \| 歩 \| 歩 \| 三 \| \| \| \| \| \| 歩 \| \| \| \| \| 四 \| \| \| \| \| \| \| \| \| \| \| 五 \| \| \| \| \| \| 歩 \| 歩 \| \| \| \| 六 \| \| 歩 \| \| 歩 \| 歩 \| \| \| \| \| 歩 \| 七 \| \| \| 歩 \| 金 \| \| \| 銀 \| \| 飛 \| \| 八 \| \| 香 \| 桂 \| \| \| 玉 \| 金 \| \| 桂 \| 香 \| 九 \|▲ 角銀歩二 図は、▲2八飛まで 嬉野流展開図（一例） |    |    |    |    |    |    |    |    |    |
| 9 | 8  | 7  | 6  | 5  | 4  | 3  | 2  | 1  |    |
| 香 | 桂 |    |    | 王 |    |    | 桂 | 香 | 一 |
| | 飛 |    | 銀 | 金 |    | 金 |    |    | 二 |
| 歩 |    | 歩 | 歩 |    | 歩 |    | 歩 | 歩 | 三 |
| |    |    |    | 歩 |    |    |    |    | 四 |
| |    |    |    |    |    |    |    |    | 五 |
| |    |    |    | 歩 | 歩 |    |    |    | 六 |
| 歩 |    | 歩 | 歩 |    |    |    |    | 歩 | 七 |
| | 歩 | 金 |    |    | 銀 |    | 飛 |    | 八 |
| 香 | 桂 |    |    | 玉 | 金 |    | 桂 | 香 | 九 |

また、4六と6六へ銀を繰り出して二枚銀でゆっくり指すバージョンもある。8八歩の形が意外とよく、7六歩を突いていないのも7五歩といった攻め筋がないので、その点でも陣形が低くて非常に優秀な戦術となっている。

## 棒銀の受け方
嬉野流は棒銀の受け方も独特である。いくつかのパターンが存在するが、相手の銀が四段目に上がったらこちらの銀も四段目に上げ、相手の銀が五段目に上がったらこちらの銀も五段目に上げるというのが受け方の基本。
基本形から進めると、△８二飛 ▲２六歩 △７二銀 ▲２五歩 △３三角 ▲５六歩 △８三銀 ▲５七銀左 △７四銀 ▲６六銀 △８五銀 ▲６五銀 △８六銀 ▲６九玉 △８七歩 ▲７六銀 △８八歩成 ▲同金 △８七歩 ▲７八金。

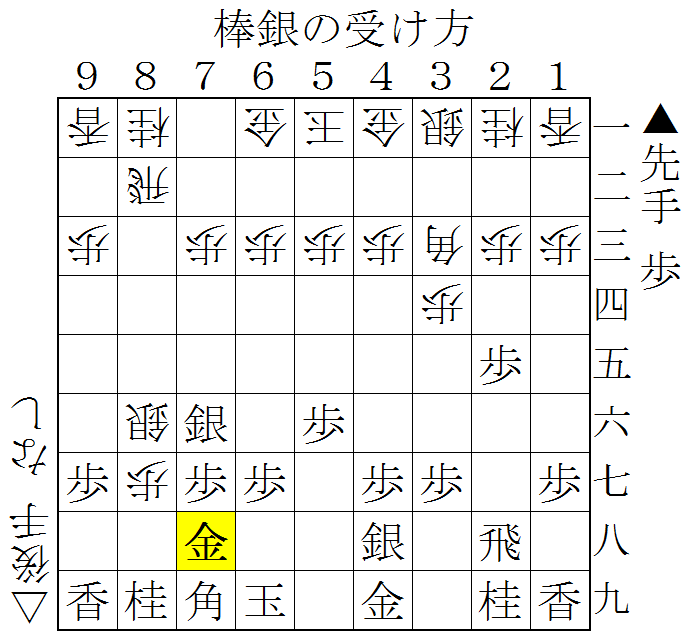

一見すると押し込まれていて苦しいようだが、形勢は互角。この局面から△７四歩なら▲４六角△９二飛▲８二歩で先手十分。
棒銀の受け方としては他にも△８五銀の時に▲６五銀ではなく▲７五銀として銀交換を目指す受け方や、土下座の歩を打っていない場合に限られるが、▲８八金～▲７八玉とする受け方もある。
| △ なし\| 9 \| 8 \| 7 \| 6 \| 5 \| 4 \| 3 \| 2 \| 1 \| \| \| 香 \| 桂 \| \| 金 \| 王 \| 金 \| \| 桂 \| 香 \| 一 \| \| \| 飛 \| \| \| \| \| \| 角 \| \| 二 \| \| 歩 \| \| 歩 \| 歩 \| 歩 \| 歩 \| \| 歩 \| 歩 \| 三 \| \| \| 銀 \| \| \| \| \| 歩 \| \| \| 四 \| \| \| 歩 \| \| \| \| \| \| 歩 \| \| 五 \| \| \| \| \| \| \| \| \| \| \| 六 \| \| 歩 \| 歩 \| 歩 \| 歩 \| 歩 \| 歩 \| 歩 \| \| 歩 \| 七 \| \| \| \| 金 \| 銀 \| \| \| \| 飛 \| \| 八 \| \| 香 \| 桂 \| 角 \| 玉 \| \| 金 \| 銀 \| 桂 \| 香 \| 九 \|▲ なし 図は、△2六銀まで 対棒銀基本図（一例） |    |    |    |    |    |    |    |    |    |
| 9 | 8  | 7  | 6  | 5  | 4  | 3  | 2  | 1  |    |
| 香 | 桂 |    | 金 | 王 | 金 |    | 桂 | 香 | 一 |
| | 飛 |    |    |    |    |    | 角 |    | 二 |
| 歩 |    | 歩 | 歩 | 歩 | 歩 |    | 歩 | 歩 | 三 |
| | 銀 |    |    |    |    | 歩 |    |    | 四 |
| | 歩 |    |    |    |    |    | 歩 |    | 五 |
| |    |    |    |    |    |    |    |    | 六 |
| 歩 | 歩 | 歩 | 歩 | 歩 | 歩 | 歩 |    | 歩 | 七 |
| |    | 金 | 銀 |    |    |    | 飛 |    | 八 |
| 香 | 桂 | 角 | 玉 |    | 金 | 銀 | 桂 | 香 | 九 |

例えば、2筋の歩を換えずに、図のように棒銀をすれば手が間に合わないとみられるが、▲8八金△7五銀▲7八玉とすれば受けられる。これは後手番の場合でも可能。

## 対策
最も有力な嬉野流対策として、△４四角から飛車交換を強要するという指し方がある。将棋ウォーズに常駐するソフトが始めた対策で、これをやられると嬉野流側としては非常に指しにくい。
一例として、▲６八銀 △３四歩 ▲７九角 △８四歩 ▲７八金 △８五歩 ▲４八銀 △３二金 ▲２六歩 △４四角 ▲５六歩 △８六歩 ▲同歩 △同飛 ▲８八歩 △５六飛 ▲６九玉 △２六飛のような展開が考えられる。

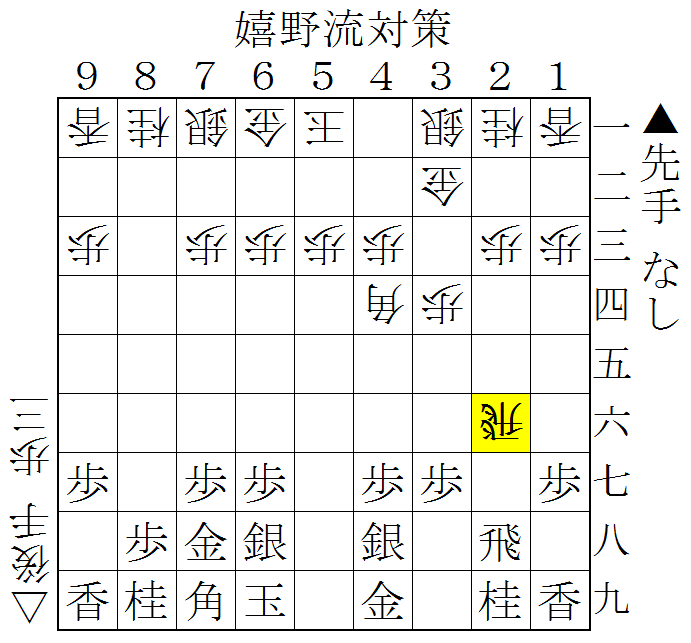

これとは別にプロ棋士の本間博が『これで万全! 奇襲破り事典』という本の中で、飛車を８六に置いたままにする対策を紹介している。

## 新嬉野流
上記の対策が出てきたことで嬉野流側も対応を迫られ、その結果、天野の棋書とは異なる新しい指し方が誕生し、2021年に嬉野本人の筆により「新嬉野流」の名を冠した棋書が刊行された。
▲６八銀△３四歩▲５六歩△８四歩▲５七銀が新型の嬉野流の駒組み。

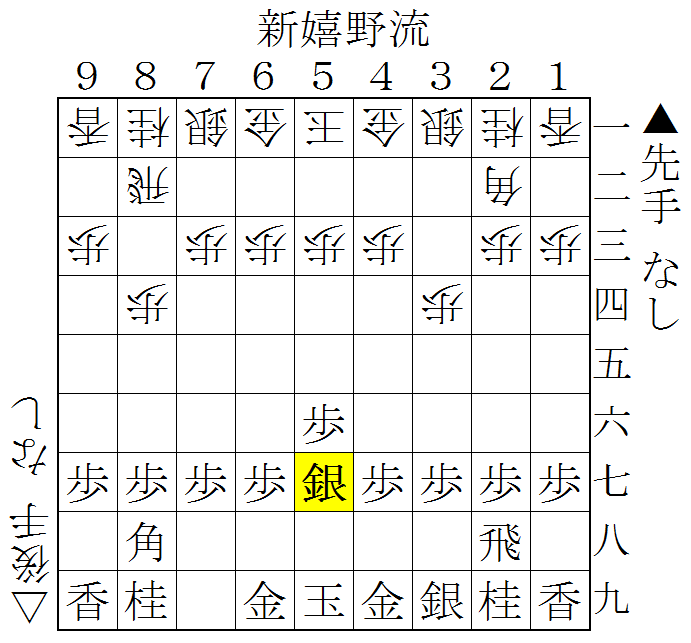

先に▲５六歩～▲５七銀を決めてしまうことで、相手の飛車に横歩を取られるのを防いでおり、これだと上記の対策は通用しない。
新嬉野流の特徴はそれだけはなく、引き角を保留しているため、以前よりも取り得る作戦の幅が広がっている。相手の駒組み次第では米長流急戦矢倉や屋敷流二枚銀等の戦法に合流したり、右玉に組むようなことも可能である。
また、新嬉野流では「土下座の歩」ではなく普通に▲８七歩とすることが多く、本間博考案の対策も不可能である。加えて持久戦模様になったときには玉を８八まで移動させ、それなりに固く囲うこともできるようになっている。

## 相振り飛車
振り飛車相手に斜め棒銀に行くと、古くから存在する鳥刺しという戦法に合流することになるが、そうではなく相振り飛車に持って行く指し方もある。創始者である嬉野宏明は振り飛車相手に中飛車や向かい飛車にする指し方を積極的に採用している。

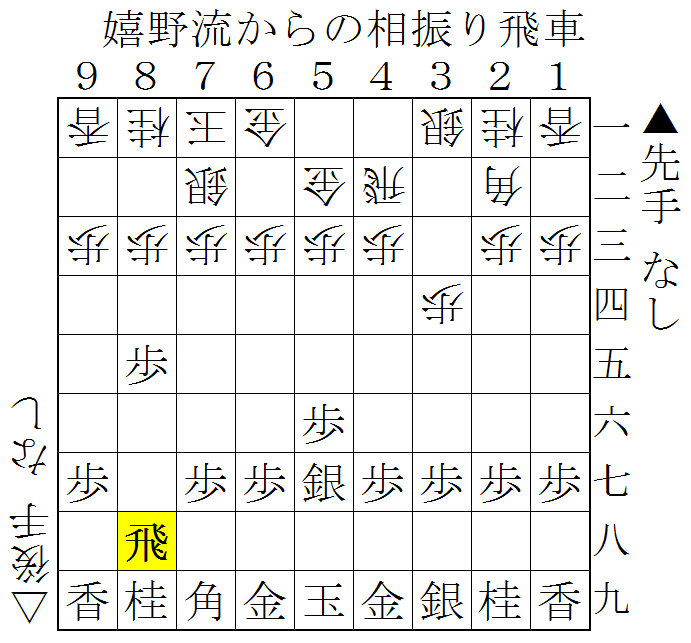

6八銀と7九角の形は非常に柔らかく、▲5六歩～▲5七銀～▲8八飛の相振り飛車は、先手中飛車で相振りの時、向かい飛車に振り直すことを考えると途中下車がないので、ものすごく得をしていることになる。

## プロの実戦例
アマ間では人気のあった嬉野流だが、プロが採用することは長らくなかった。しかし、2017年3月24日、第30期竜王戦１組ランキング戦の阿部健治郎七段対丸山忠久九段戦において、先手の阿部七段が中歩を突いてから銀を上がる変則的な駒組みで嬉野流を採用した。結果は阿部の負けだった。
2022年3月から井上慶太が初手6八銀を1年間で9回採用して4勝5敗の成績を残した。村田顕弘の「村田システム」も嬉野流の派生形とも言われている。

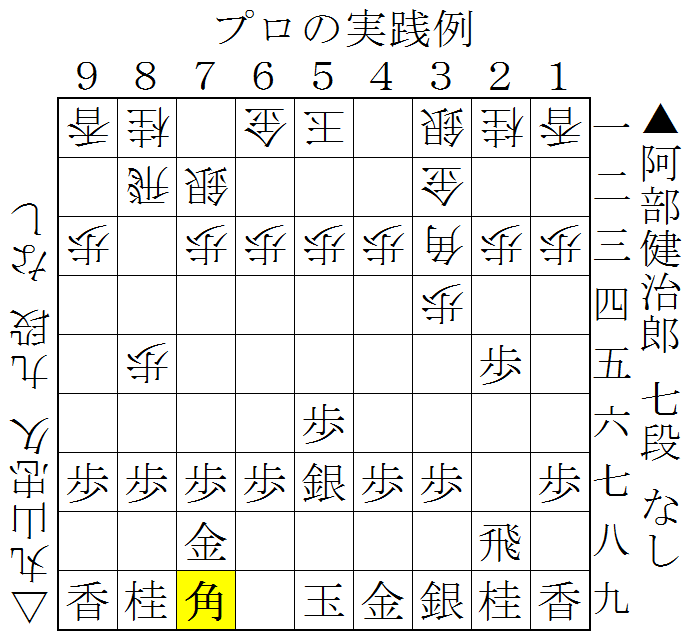

## 升田幸三賞を受賞
2023年の第50回将棋大賞で、嬉野流開発の功績によって嬉野宏明が升田幸三賞を受賞した。アマチュアの升田幸三賞は、2004年の第31回にて立石流四間飛車の立石勝己が特別賞を受賞して以来、史上2人目である。嬉野流は以前からアマチュア間で指されている戦法だが、井上慶太や村田顕弘などのプロ棋士も採用するようになり、2022年度の将棋界に大きな影響を与えたことが評価された。加えて、アマチュア棋士に広く愛されていることも受賞理由として挙げられた。
受賞の知らせを聞いた嬉野は、授賞式典や自身のtwitterアカウントにおいて「エイプリルフールかと思いました」とコメントをしている。

## 関連する戦法
初手６八銀から既存の様々な戦法へと変化していけるのも嬉野流の特徴である。
- 米長流急戦矢倉
- 屋敷流二枚銀
- カニカニ銀
- 矢倉中飛車
- ４六銀左戦法
- 鳥刺し (将棋)
- 端角中飛車
- 右玉
- 銀多伝
- 村田システム